# Enrico Fazio

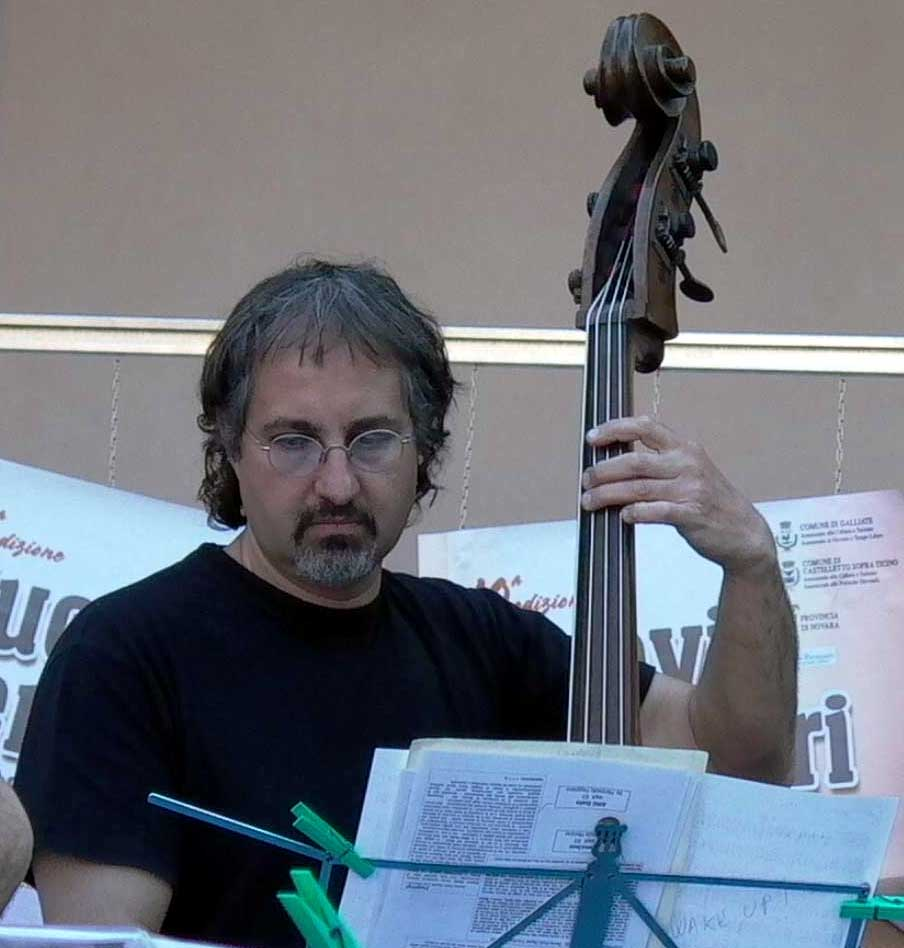
Enrico Fazio

Enrico Fazio (* 1956) ist ein italienischer Jazz-Bassist, -Komponist und Bandleader.

## Leben
Fazio wurde in der italienischen Jazzszene bekannt durch seine Mitwirkung im  Centro Musica Creativa um 1977, arbeitete als Bassist von 1974 bis 1983 in der Formation Art Studio, in der auch  Claudio Lodati, Carlo Actis Dato, Fiorenzo Sordini spielten. Danach war er Mitglied des Quartetts von Carlo Actis Dato, mit dem er auf zahlreichen Festivals auftrat. Ab 1987 arbeitete Fazio mit eigenen Ensembles unter anderem mit  Dato, Fiorenzo Sordini, Giovanni Falzone, Francesco Aroni Vigone, Gianpiero Malfatto und Massimiliano Gilli.
Fazio war außerdem an Schallplatten-Einspielungen vieler internationaler und italienischer Musiker beteiligt, wie Steve Lacy, Tristan Honsinger, Keith Tippett, Gianluigi Trovesi, Franz Koglmann, Massimo Urbani, Claudio Fasoli, Franco D’Andrea, Eugenio Colombo, Luca Bonvini, Maggie Nicols, Julie Tippetts, Roberto Ottaviano, Tiziana Ghiglioni, Renato Geremia, Alan Tomlinson und anderen.
Im Jahr 1989 erhielt Fazio den ersten Preis beim Concorso Nazionale di composizione ed arrangiamento im Rahmen des Jazzfestivals in Sant’Anna Arresi, das Charles Mingus gewidmet war.

## Diskografische Hinweise
- Enrico Fazio & Giancarlo Nino Locatelli: 7 Rocks (2022)
- Girotondo (2022)
- Enrico Fazio 7tet – Live in Milano – Villa Litta, 2005, LeoRec
- Enrico Fazio 7tet – Zapping! 2003, LeoRec
- Enrico Fazio & Serguej Letov – Compagni di strada, 2002, CMC
- Enrico Fazio 6tet-10tet  – Gracias!, 1995, CMC
- Enrico Fazio 5tet – Euphoria, 1991, Splasc(h)
- Enrico Fazio Ensemble – Lieto fine 1989 CMC
- Enrico Fazio 5tet – Mirabilia, 1988, CMC
- Enrico Fazio – Favola (1990)